# یان بوریان
یان بوریان (انگلیسی: Jan Burian؛ زادهٔ ۲۶ مارس ۱۹۵۲) نوازنده پیانو، شاعر و مجری تلویزیون اهل کشور جمهوری چک است. بوریان در پراگ، چکسلواکی به دنیا آمد. او پسر امیل فرانتیشک بوریان است. تلویزیون چک برنامه گفتگوی «نشستن با یان بوریان» و سریال «روز زن بوریان» را پخش کرد. او برای چندین فصل اعطای جوایز ادبی Magnesia Litera را اجرا کرد.